# Робота над помилками (фільм, 1988)
«Робота над помилками» (рос. «Работа над ошибками») — радянський художній фільм 1988 року за мотивами однойменної повісті Юрія Полякова.

## Сюжет
Молодий журналіст Андрій Петрушов, чекаючи вакансії в редакції, який йде працювати в московську школу — випадково стає вчителем літератури, класним керівником дев'ятого класу, спочатку не дуже вникаючи в педагогічний процес, вважаючи, що він в школі тимчасово. Його дев'ятий клас — далеко не подарунок, постійно «радує» свого класного керівника першими любовними пристрастями, інтригами і секретами. А також подіями, найнесподіванішими і скандальними. І за півроку роботи він стає частиною класу, справжнім учителем.

## У ролях
- Євген Князєв —  Андрій Михайлович Петрушов
- Оксана Дроздова —  Віка Челишева, учениця
- Олена Чухальонок —  Рита Короткова, учениця
- Віталій Гриценко —  Вітя Кірібєєв, учень
- Гриша Павленко —  Гена Расходенков, учень
- Кирило Авеніров —  Петя Бабкін, учень
- Борис Галкін —  директор школи
- Ніна Шаролапова —  завуч
- Борис Александров —  шкільний завгосп
- Маргарита Криницина —  вчителька
- Андрій Альошин —  Максим Едуардович, вчитель фізики
- Юрій Катін-Ярцев —  редактор
- Расмі Джабраїлов —  Борис Овсійович Котик, учень письменника Пустирьова
- Микола Шутько —  Василь Опанасович Коваленко
- Всеволод Шиловський —  Челишев
- Софія Пілявська —  літня актриса
- Лілія Гриценко —  Марія Сергіївна
- Ніна Колчина-Бунь —  Вірочка
- Галина Самохіна —  вахтер в театрі
- Олександр Мілютін — епізод
- Наталія Морозова — епізод
- Наталія Панчик — епізод
- Лариса Полякова — епізод

## Знімальна група
- Режисер-постановник — Андрій Бенкендорф
- Сценарист — Володимир Холодов
- Оператор-постановник — Сергій Стасенко
- Композитор — Ігор Поклад
- Художник-постановник — Віталій Лазарев
- Режисер — Оксана Лисенко
- Звукооператор — Наталя Домбругова
- Режисер монтажу — Єлизавета Рибак
- Редактор — Катерина Шандибіна
- Художник по гриму — Т. Головченко
- Художник-декоратор — Л. Білан
- Художник по костюмах — Е. Юзефович
- Комбіновані зйомки — оператор: В. Воронов, художник: Михайло Полунін
- Директор картини Ігор Чаленко